# بیابان بیوضه

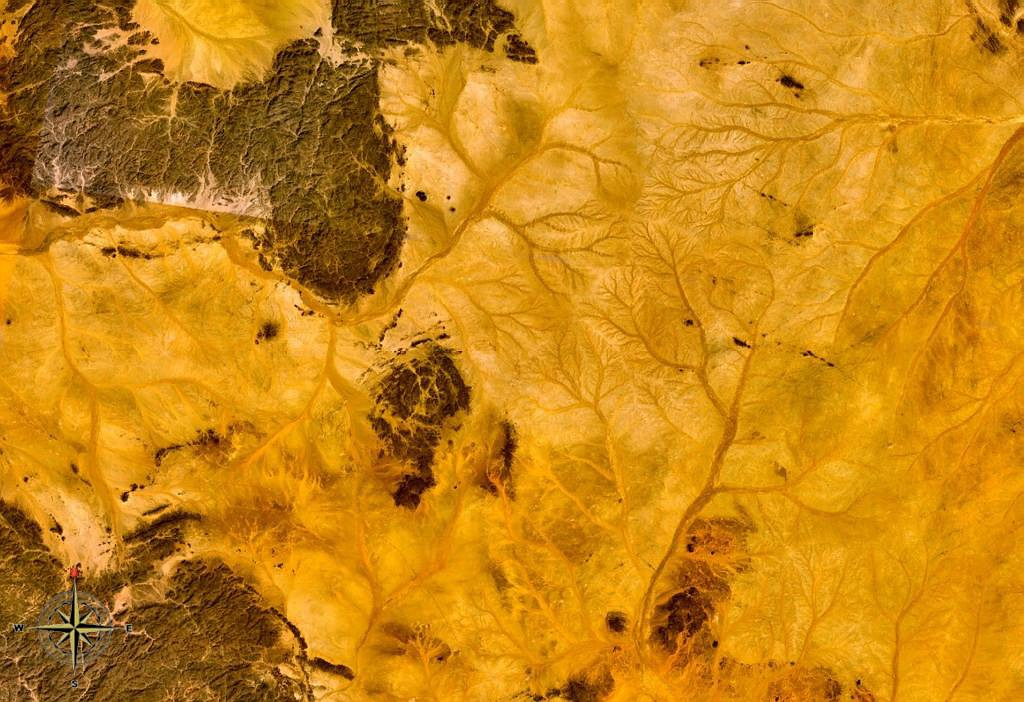
نمای بیابان بیوضه از آسمان

بیابان بیوضه (به عربی: صحراء البیوضة) در شمال خرطوم، سودان امروزی و در جنوب بیابان نوبیه جای گرفته است. بیابان‌های بیوضه و نوبیه با هم بخش شرقی صحرای بزرگ آفریقا را می‌سازند.
این بیابان در موقعیت جغرافیایی ۱۸° شمالی ۳۳° شرقی / ۱۸°شمالی ۳۳°شرقی جای دارد. در میانهٔ آن هم ناحیهٔ آتشفشانی بیوضه دیده می‌شود.

## منبع
1. ↑  «نسخه آرشیو شده». بایگانی‌شده از اصلی در ۲۶ مارس ۲۰۱۳. دریافت‌شده در ۹ ژانویه ۲۰۱۳.